# کریس مالکی
کریس مولکی (انگلیسی: Chris Mulkey؛ زادهٔ ۳ مهٔ ۱۹۴۸) یک بازیگر سینما اهل ایالات متحده آمریکا است.
از فیلم‌ها یا برنامه‌های تلویزیونی که وی در آن نقش داشته‌است می‌توان به کلاورفیلد، اولین خون، سرزمین شمالی، کاپیتان فیلیپس، گوتی، آخرین تعطیلات آخر هفته، سرزمین رؤیایی، انکار، فرار و خانواده‌های دیوانه اشاره کرد.